# Гореща гонка
„Гореща гонка“ (на английски: Hot Pursuit) е американски филм от 2015 година, екшън комедия на режисьорката Ан Флечър по сценарий на Дейвид Фийни и Джон Куейнтънс.
В центъра на сюжета е бягството през Тексас на вдовицата на ганстер и охраняваща я полицайка, преследвани от убийци и корумпирани полицаи. Главните роли се изпълняват от Рийз Уидърспун и София Вергара.